# Sugih Waras (Suka Karya)
Sugih Waras is een bestuurslaag in het regentschap Musi Rawas van de provincie Zuid-Sumatra, Indonesië. Sugih Waras telt 1772 inwoners (volkstelling 2010).